# Grand Prix Monaka 1984
Grand Prix Monaka 1984 (oficiálně 42e Grand Prix de Monaco) se jela na okruhu Circuit de Monaco v Monte Carlu v Monaku dne 3. června 1984. Závod byl šestým v pořadí v sezóně 1984 šampionátu Formule 1.

## Kvalifikace
| Poř. | No. | Jezdec             | Konstruktér       | Čas      | Ztráta |
| ---- | --- | ------------------ | ----------------- | -------- | ------ |
| 1    | 7   | Alain Prost        | McLaren-TAG       | 1:22.661 | —      |
| 2    | 12  | Nigel Mansell      | Lotus-Renault     | 1:22.752 | +0.091 |
| 3    | 28  | René Arnoux        | Ferrari           | 1:22.935 | +0.274 |
| 4    | 27  | Michele Alboreto   | Ferrari           | 1:22.937 | +0.276 |
| 5    | 16  | Derek Warwick      | Renault           | 1:23.237 | +0.576 |
| 6    | 15  | Patrick Tambay     | Renault           | 1:23.414 | +0.753 |
| 7    | 26  | Andrea de Cesaris  | Ligier-Renault    | 1:23.578 | +0.917 |
| 8    | 8   | Niki Lauda         | McLaren-TAG       | 1:23.886 | +1.225 |
| 9    | 1   | Nelson Piquet      | Brabham-BMW       | 1:23.918 | +1.257 |
| 10   | 6   | Keke Rosberg       | Williams-Honda    | 1:24.151 | +1.490 |
| 11   | 11  | Elio de Angelis    | Lotus-Renault     | 1:24.426 | +1.765 |
| 12   | 14  | Manfred Winkelhock | ATS-BMW           | 1:24.473 | +1.812 |
| 13   | 19  | Ayrton Senna       | Toleman-Hart      | 1:25.009 | +2.348 |
| 14   | 22  | Riccardo Patrese   | Alfa Romeo        | 1:25.101 | +2.440 |
| 15   | 2   | Corrado Fabi       | Brabham-BMW       | 1:25.290 | +2.629 |
| 16   | 5   | Jacques Laffite    | Williams-Honda    | 1:25.719 | +3.058 |
| 17   | 25  | François Hesnault  | Ligier-Renault    | 1:25.815 | +3.154 |
| 18   | 20  | Johnny Cecotto     | Toleman-Hart      | 1:25.872 | +3.211 |
| 19   | 24  | Piercarlo Ghinzani | Osella-Alfa Romeo | 1:25.877 | +3.216 |
| 20   | 4   | Stefan Bellof      | Tyrrell-Ford      | 1:26.117 | +3.456 |
| DNQ  | 17  | Marc Surer         | Arrows-Ford       | 1:26.273 | +3.612 |
| DNQ  | 3   | Martin Brundle     | Tyrrell-Ford      | 1:26.373 | +3.712 |
| DNQ  | 23  | Eddie Cheever      | Alfa Romeo        | 1:26.471 | +3.810 |
| DNQ  | 18  | Thierry Boutsen    | Arrows-BMW        | 1:26.514 | +3.853 |
| DNQ  | 10  | Jonathan Palmer    | RAM-Hart          | 1:27.458 | +4.797 |
| DNQ  | 21  | Mauro Baldi        | Spirit-Hart       | 1:28.360 | +5.699 |
| DNQ  | 9   | Philippe Alliot    | RAM-Hart          | 1:29.576 | +6.915 |

## Závod
| Poř.   | No. | Jezdec             | Konstruktér       | Počet kol | Čas/Odstoupení | Pořadí na startu | Body |
| ------ | --- | ------------------ | ----------------- | --------- | -------------- | ---------------- | ---- |
| 1      | 7   | Alain Prost        | McLaren-TAG       | 31        | 1:01:07.740    | 1                | 4,5  |
| 2      | 19  | Ayrton Senna       | Toleman-Hart      | 31        | + 7.446        | 13               | 3    |
| 3      | 28  | René Arnoux        | Ferrari           | 31        | + 29.077       | 3                | 2    |
| 4      | 6   | Keke Rosberg       | Williams-Honda    | 31        | + 35.246       | 10               | 1,5  |
| 5      | 11  | Elio de Angelis    | Lotus-Renault     | 31        | + 44.439       | 11               | 1    |
| 6      | 27  | Michele Alboreto   | Ferrari           | 30        | + 1 kolo       | 4                | 0,5  |
| 7      | 24  | Piercarlo Ghinzani | Osella-Alfa Romeo | 30        | + 1 kolo       | 19               |      |
| 8      | 5   | Jacques Laffite    | Williams-Honda    | 30        | + 1 kolo       | 16               |      |
| DSQ    | 4   | Stefan Bellof      | Tyrrell-Ford      | 31        | Ilegální váha  | 20               |      |
| Ret    | 22  | Riccardo Patrese   | Alfa Romeo        | 24        | Řízení         | 14               |      |
| Ret    | 8   | Niki Lauda         | McLaren-TAG       | 23        | Smyk           | 8                |      |
| Ret    | 14  | Manfred Winkelhock | ATS-BMW           | 22        | Smyk           | 12               |      |
| Ret    | 12  | Nigel Mansell      | Lotus-Renault     | 15        | Smyk           | 2                |      |
| Ret    | 1   | Nelson Piquet      | Brabham-BMW       | 14        | Elektronika    | 9                |      |
| Ret    | 25  | François Hesnault  | Ligier-Renault    | 12        | Elektronika    | 17               |      |
| Ret    | 2   | Corrado Fabi       | Brabham-BMW       | 9         | Elektronika    | 15               |      |
| Ret    | 20  | Johnny Cecotto     | Toleman-Hart      | 1         | Smyk           | 18               |      |
| Ret    | 16  | Derek Warwick      | Renault           | 0         | Kolize         | 5                |      |
| Ret    | 15  | Patrick Tambay     | Renault           | 0         | Kolize         | 6                |      |
| Ret    | 26  | Andrea de Cesaris  | Ligier-Renault    | 0         | Nehoda         | 7                |      |
| DNQ    | 17  | Marc Surer         | Arrows-Ford       |           |                |                  |      |
| DNQ    | 3   | Martin Brundle     | Tyrrell-Ford      |           |                |                  |      |
| DNQ    | 23  | Eddie Cheever      | Alfa Romeo        |           |                |                  |      |
| DNQ    | 18  | Thierry Boutsen    | Arrows-BMW        |           |                |                  |      |
| DNQ    | 10  | Jonathan Palmer    | RAM-Hart          |           |                |                  |      |
| DNQ    | 21  | Mauro Baldi        | Spirit-Hart       |           |                |                  |      |
| DNQ    | 9   | Philippe Alliot    | RAM-Hart          |           |                |                  |      |
| Zdroj: |     |                    |                   |           |                |                  |      |

## Průběžné pořadí po závodě
Pohár jezdců
| Pořadí | Jezdec          | Body |
| ------ | --------------- | ---- |
| 1      | Alain Prost     | 28,5 |
| 2      | Niki Lauda      | 18   |
| 3      | René Arnoux     | 14,5 |
| 4      | Derek Warwick   | 13   |
| 5      | Elio de Angelis | 12,5 |
| Zdroj: |                 |      |

Pohár konstruktérů
| Pořadí | Konstruktér    | Body |
| ------ | -------------- | ---- |
| 1      | McLaren-TAG    | 46,5 |
| 2      | Ferrari        | 23,5 |
| 3      | Renault        | 20   |
| 4      | Lotus-Renault  | 16,5 |
| 5      | Williams-Honda | 11   |
| Zdroj: |                |      |